# Convento de San Pedro de Ribas
El convento de San Pedro de Ribas es un antiguo convento situado en la ciudad española de Pamplona, en el barrio de la Rochapea. Fundado en 1247 fue ocupado por religiosas agustinas hasta finales de la década de los sesenta del siglo xx, en que se trasladaron a un nuevo convento en la vuelta de Aranzadi.
En 1970 fue erigida la parroquia de la Virgen del Río en la iglesia conventual. El antiguo convento fue ocupado por distintas dependencias municipales, y desde 2002 es sede del Museo de Educación Ambiental, un equipamiento del ayuntamiento de Pamplona.

## Historia
Fue primero ermita, a la que luego llegaron monjes franciscanos, aunque quedó desocupada instalándose en ella un convento de agustinas. En la Guía del viajero en Pamplona (1904) de Fernando de Alvarado, se describe con las siguientes palabras:

Está situado á un cuarto de hora de la ciudad saliendo por el portal de Francia, después de pasar el puente de San Pedro, á la orilla del río Arga, y data su fundación del año 1247, en que el Obispo de Pamplona D. Pedro Ramírez de Gazolaz ordenó al Arcediano de Tabla que instalase en dicho convento, que antes había sido ocupado por religiosos de San Francisco, á la comunidad de Dueñas de Barañain, así llamadas por haber estado hasta esa fecha en el convento de Acella, cerca de dicho lugar. Tomaron posesión en 14 de Noviembre de 1247, siendo priora Doña Gracia de San Esteban, y desde entonces han ocupado este cenobio, bajo la regla de San Agustín. En el coro se conserva la imagen de la Virgen del Río, aparecida en el siglo XIV, de cuyo acontecimiento hay memoria en un lienzo, conservado á la izquierda del presbiterio
(Alvarado, 1904, pp. 87-88)

La edificación medieval se encontraba muy deteriorado a finales del siglo XVI, con algunos muros del convento y de su iglesia caídos. Ante esa situación las monjas agustinas que lo habitaban solicitaron permiso, que no se les concedió, para construir un nuevo convento en el interior de Pamplona. Se hicieron entonces distintas obras, aunque en el siglo XVIII fue necesario proceder a su reconstrucción; contratándose las obas en 1772, concluyendo en 1777. Más adelante, con motivo de los asedios padecidos por Pamplona durante la primera mitad del siglo XIX fue necesario realizar nuevas obras que fueron proyectadas en 1863 por Pedro Ansoleaga. Finalmente las monjas se trasladaron a un nuevo convento, proyectado por Fernando Redón, en la vuelta de Aranzadi; su construcción concluyó en 1968.
Tras el abandono del convento por las monjas, la iglesia conventual situada en el extremo sur del conjunto edificado constituye la sede de la parroquia de la Virgen del Río, erigida mediante el Decreto del 20 de febrero de 1970, del arzobispo-cardenal Tabera El resto de la edificación es ocupado por dependencias del ayuntamiento de la ciudad, en las que se incluye un Museo de Educación Ambiental, inaugurado en 2023

## Descripción
El conjunto lo forma, junto con el antiguo convento, la iglesia conventual construida en el siglo XVIII. El convento ocupa un cuadrilátero con gran desarrollo longitudinal orientado, sensiblemente, de norte a sur, y paralelo al río Arga, aunque a cierta distancia de él. En el extremo sur se adosa la iglesia.

### Antiguo convento
El muro perimetral presenta dos niveles, el inferior en sillar y el superior de ladrillo. El muro que se enfrenta al río, se sitúa sobre un alto basamento de sillar, que eleva el convento y lo deja a salvo de posibles crecidas del río. En los muros se abre un buen número de ventanas adinteladas cerradas con rejas. aunque se refleja un predominio del muro sobre los huecos. En la planta del convento se abren dos claustros, el situado al sur es de menor dimensión y de planta cuadrada, los muros quedan articulados por pilares adosados, que no alcanzan a la cubierta; en la planta baja, en cada uno de los lados, se abren tres arcos de medio punto; y en la planta alta, ventanas adinteladas a eje con esos arcos. El claustro situado al norte es de mayor dimensión y altura con una planta ligeramente trapezoidal, y con un ático sobre la planta alta.

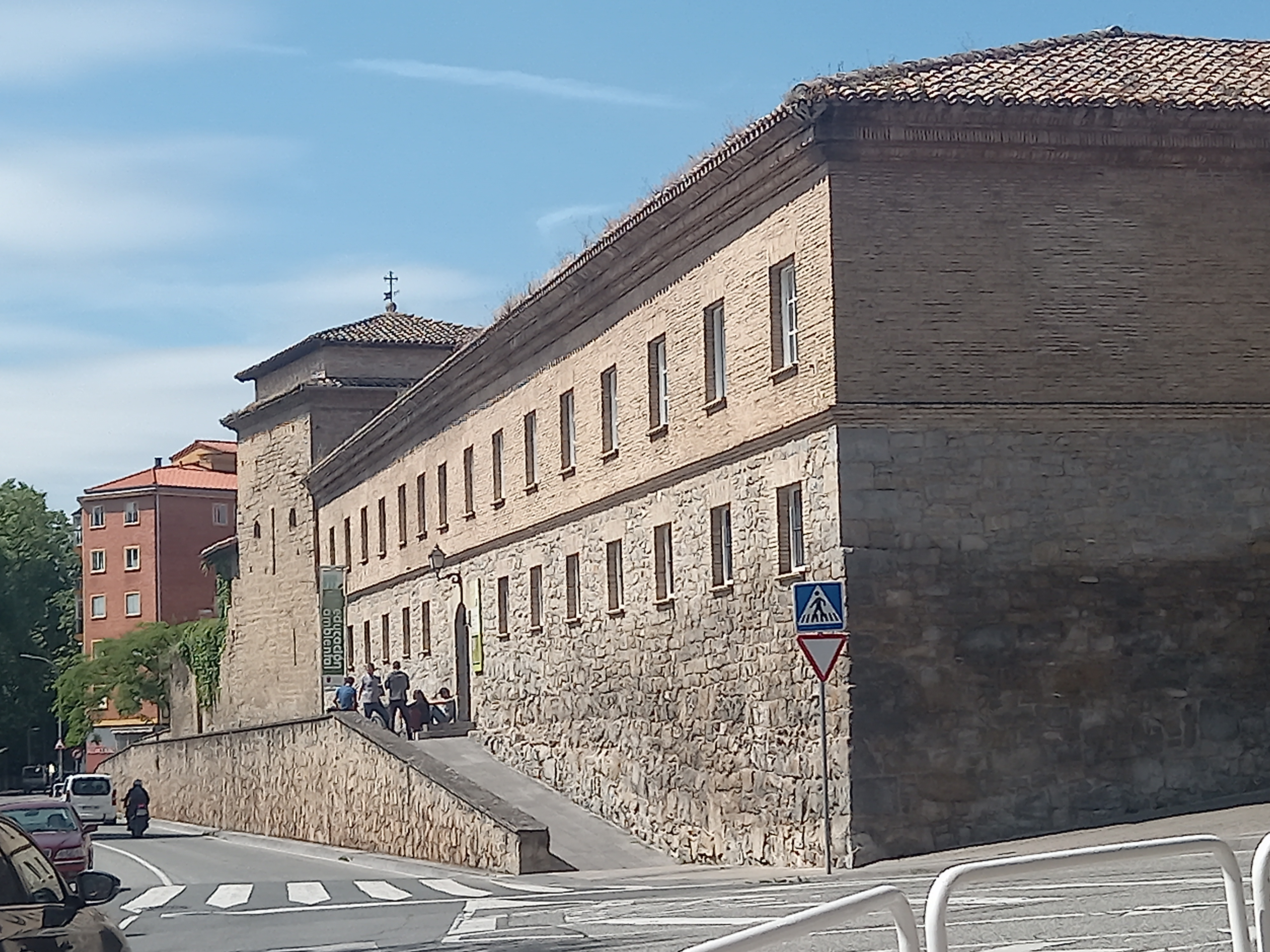
Fachada del convento hacia el río Arga
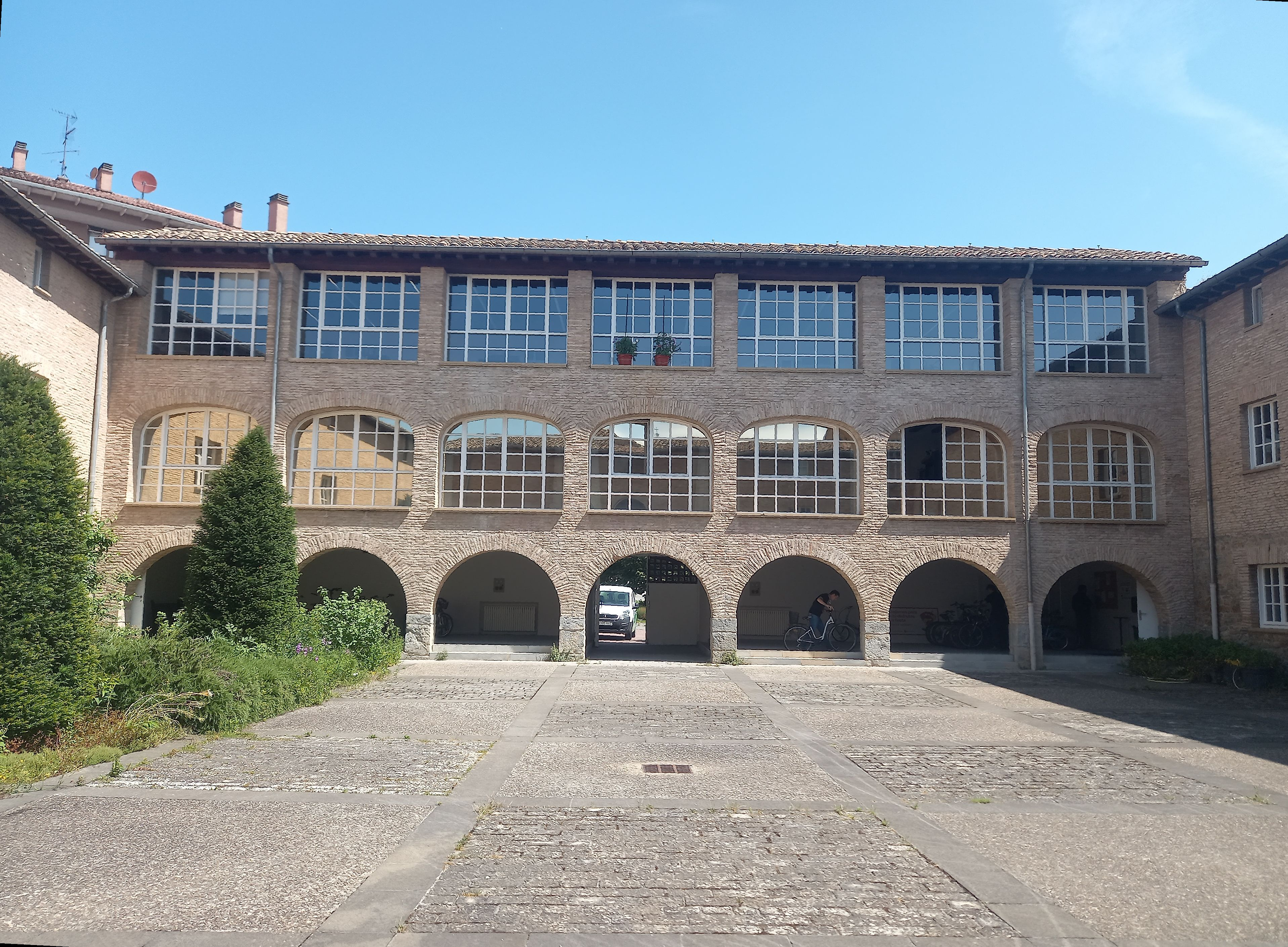
Claustro grande en la zona norte
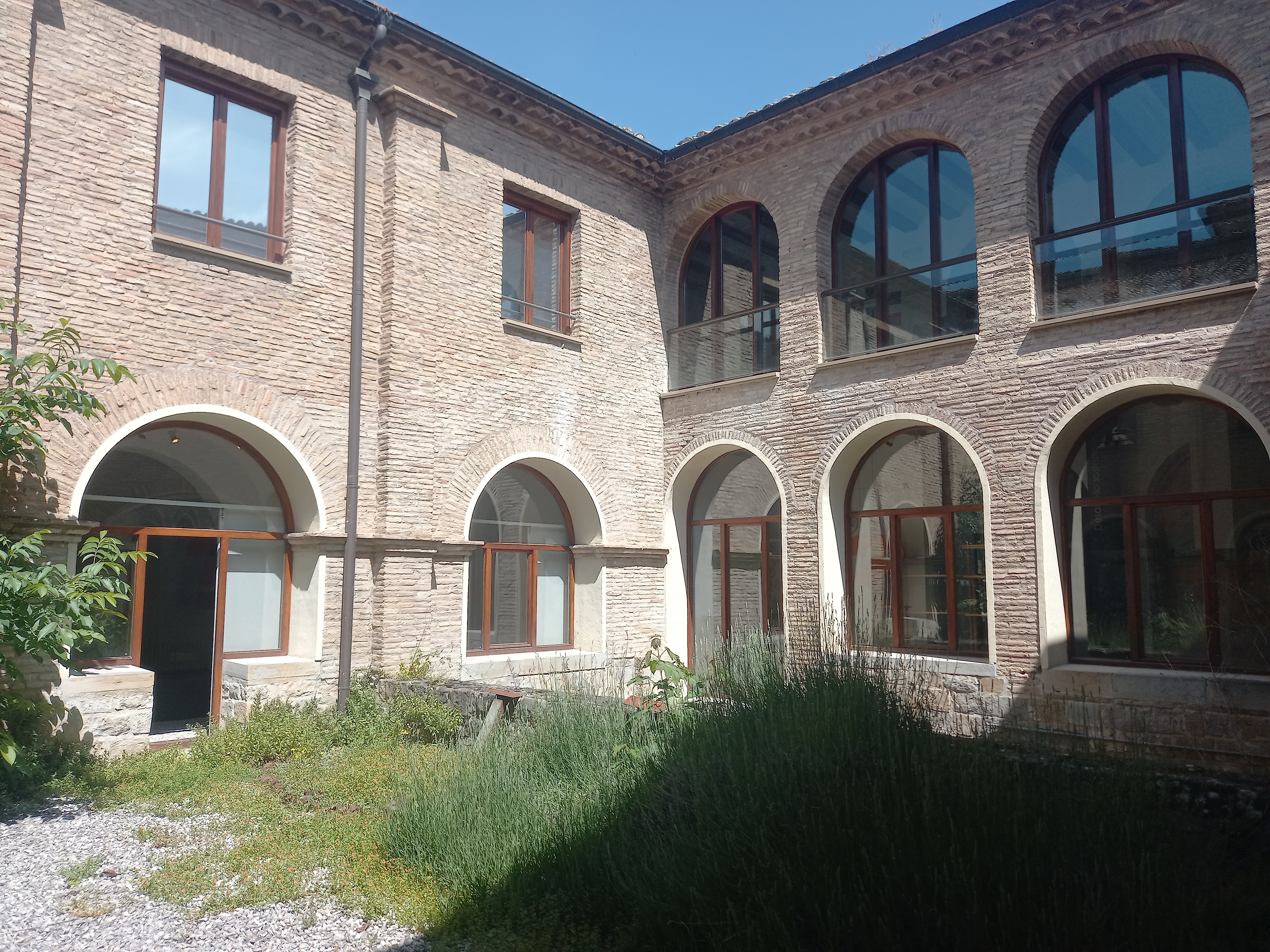
Claustro pequeño en la zona sur
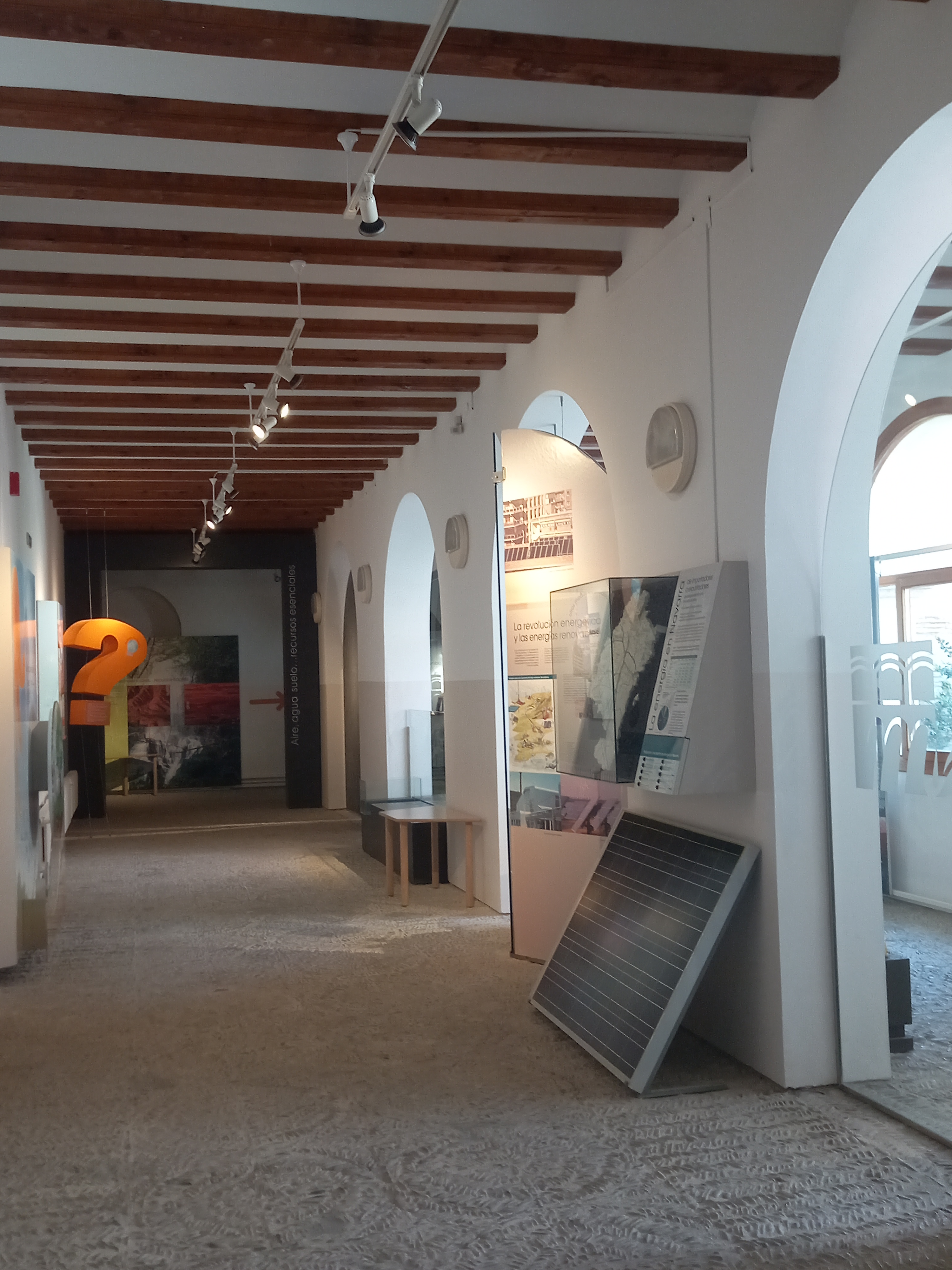
Galería junto al claustro pequeño
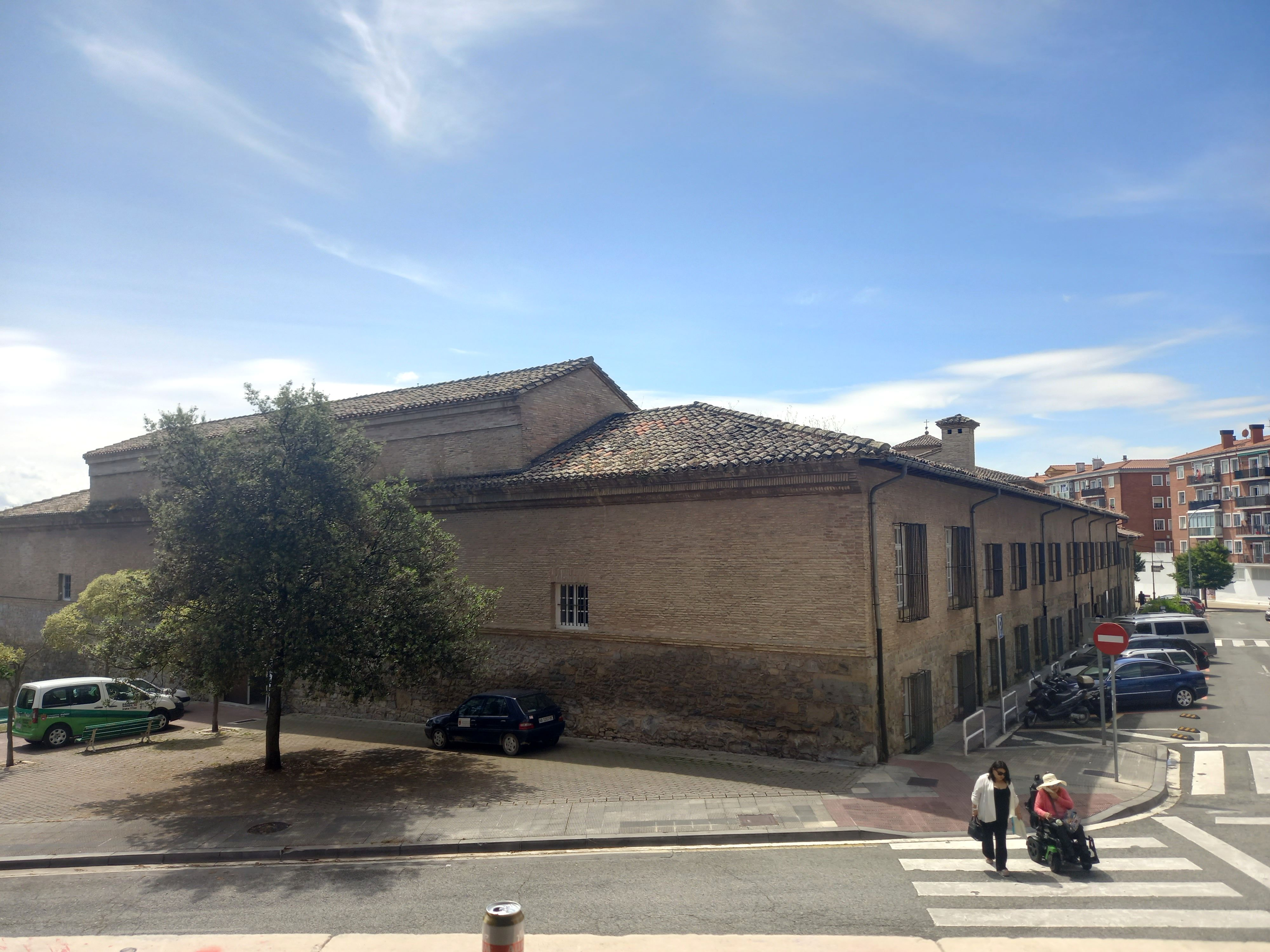
Vista del convento desde el noroeste

### Iglesia conventual
Fue construida en el siglo XVIII,y desde 1970 es sede de la parroquia de la Virgen del Río. Dispone de un sola nave de cuatro tramos y cabecera recta, los dos tramos de los pies corresponden al antiguo coro de las monjas, eliminado al convertirse en parroquia. Los muros quedan enlucidos, salvo el testero en el que se ve los sillares que, probablemente, pertenecían a la iglesia primitiva. Los tramos de la nave quedan marcados por pilastras adosadas sobre las que corre una imposta que falta en los dos tramos del antiguo coro; en ellos las pilastras quedan coronadas por ménsulas. Se cubre la nave con cuatro bóvedas de lunetos, las dos primera lisas, las otras dos con yesería. La cabecera se cubre con una semiesfera rebajada sobre pechinas, decoradas en la década de 1890 por medallones que representan a padres de la Iglesia. 

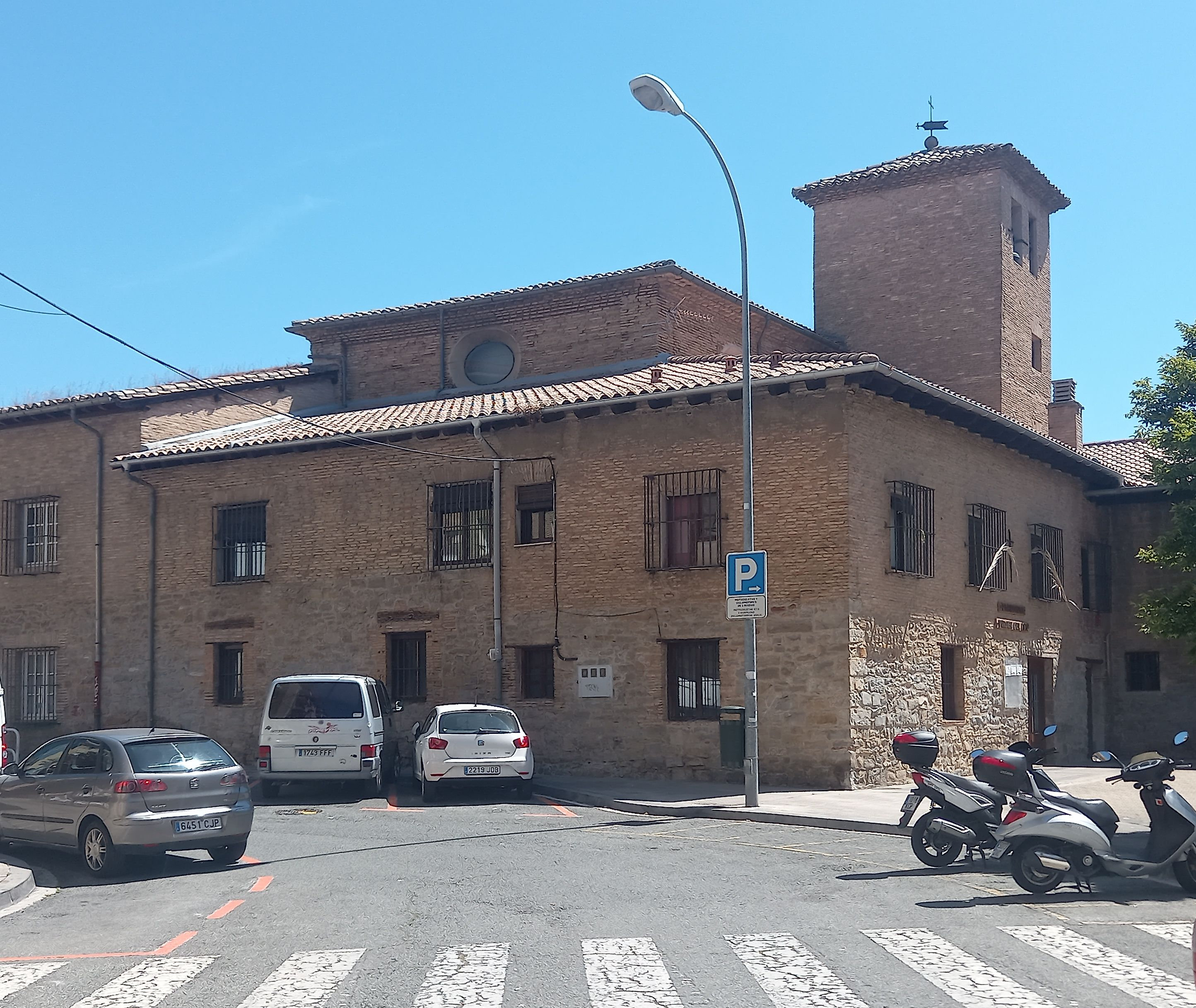
Vista de la iglesia desde el oeste
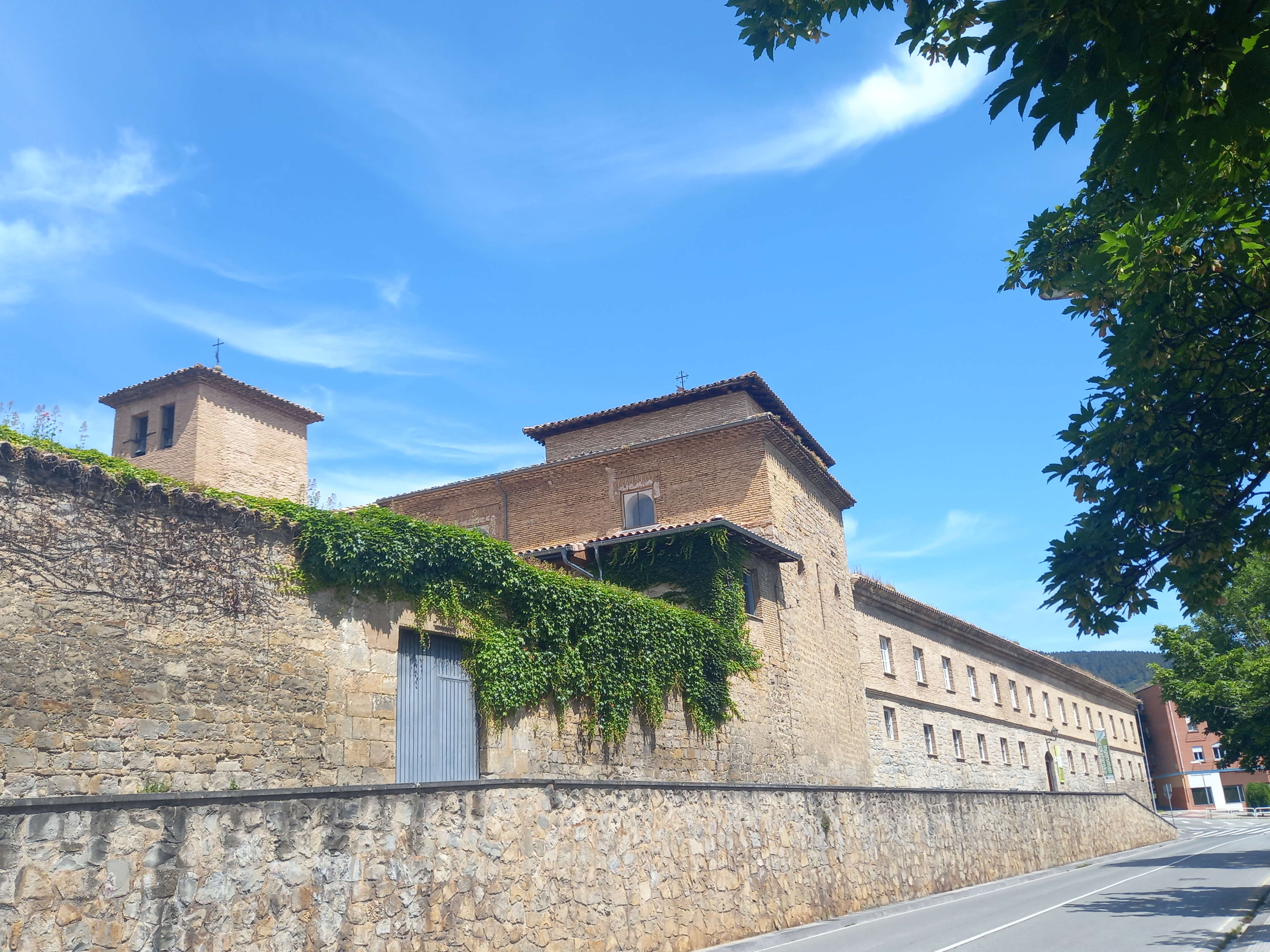
Volúmenes de la iglesia conventual, en la zona sur del convento
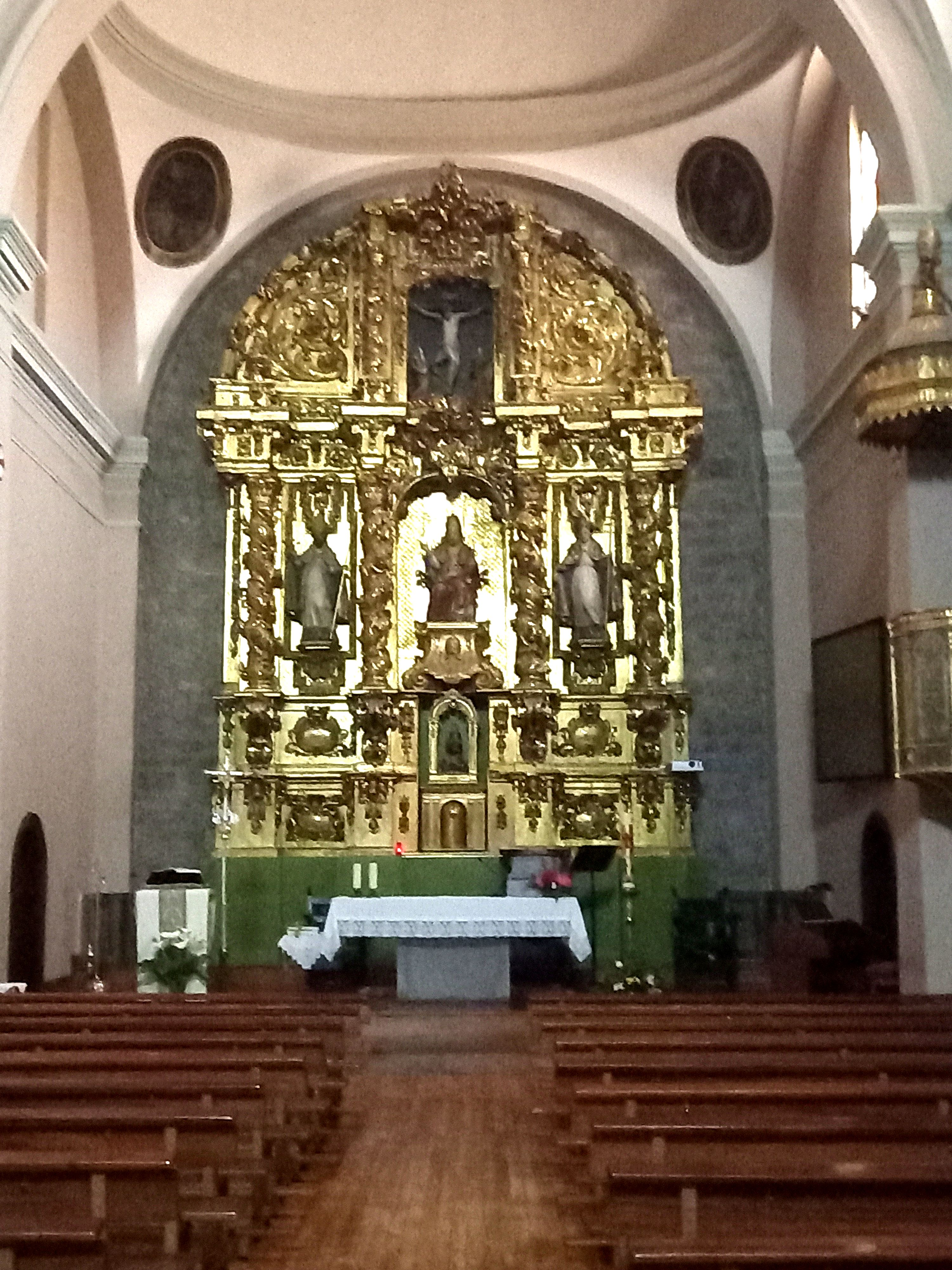
Retablo y cúpula sobre pechinas
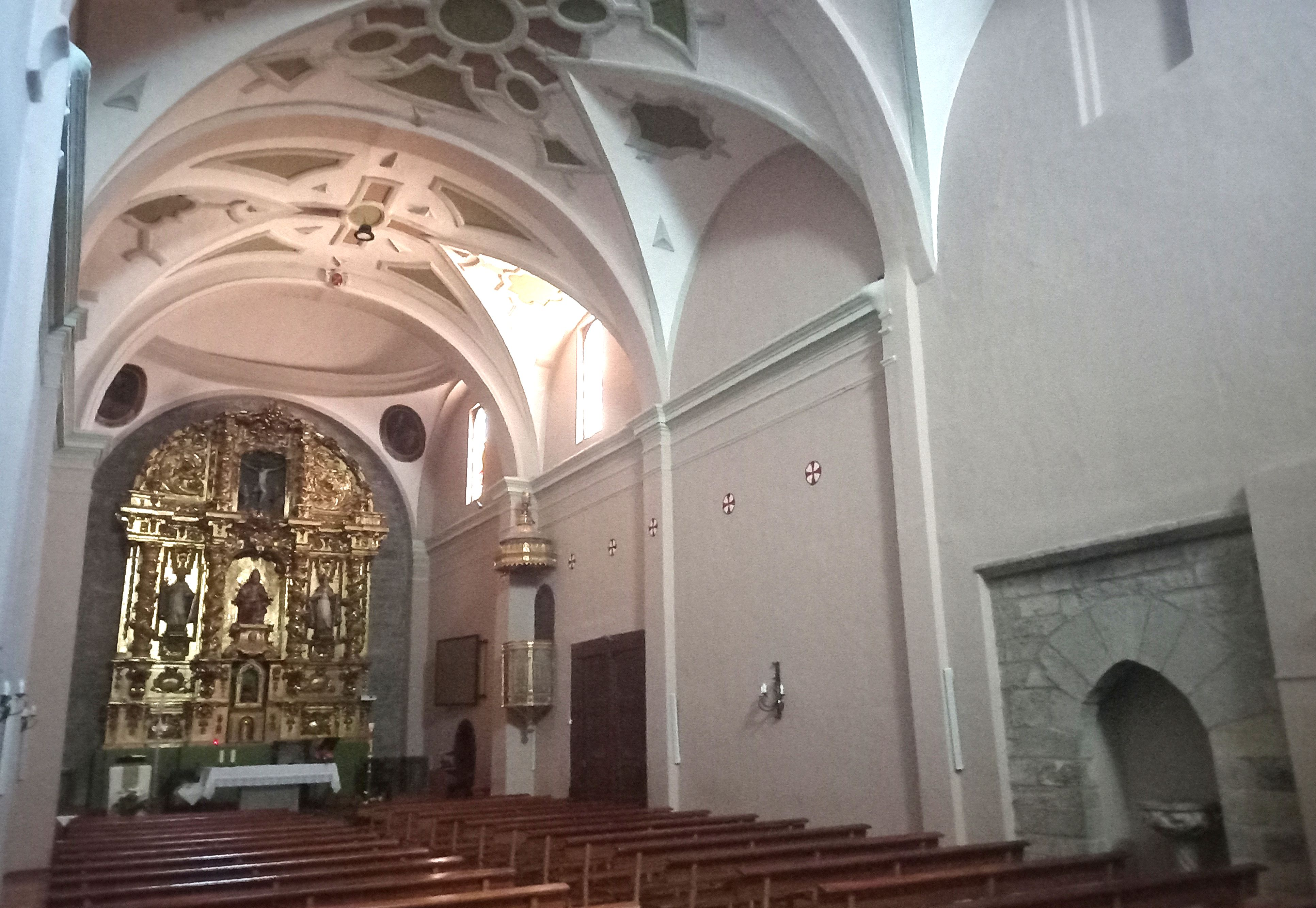
Bóvedas contiguas al presbiterio con yeserías
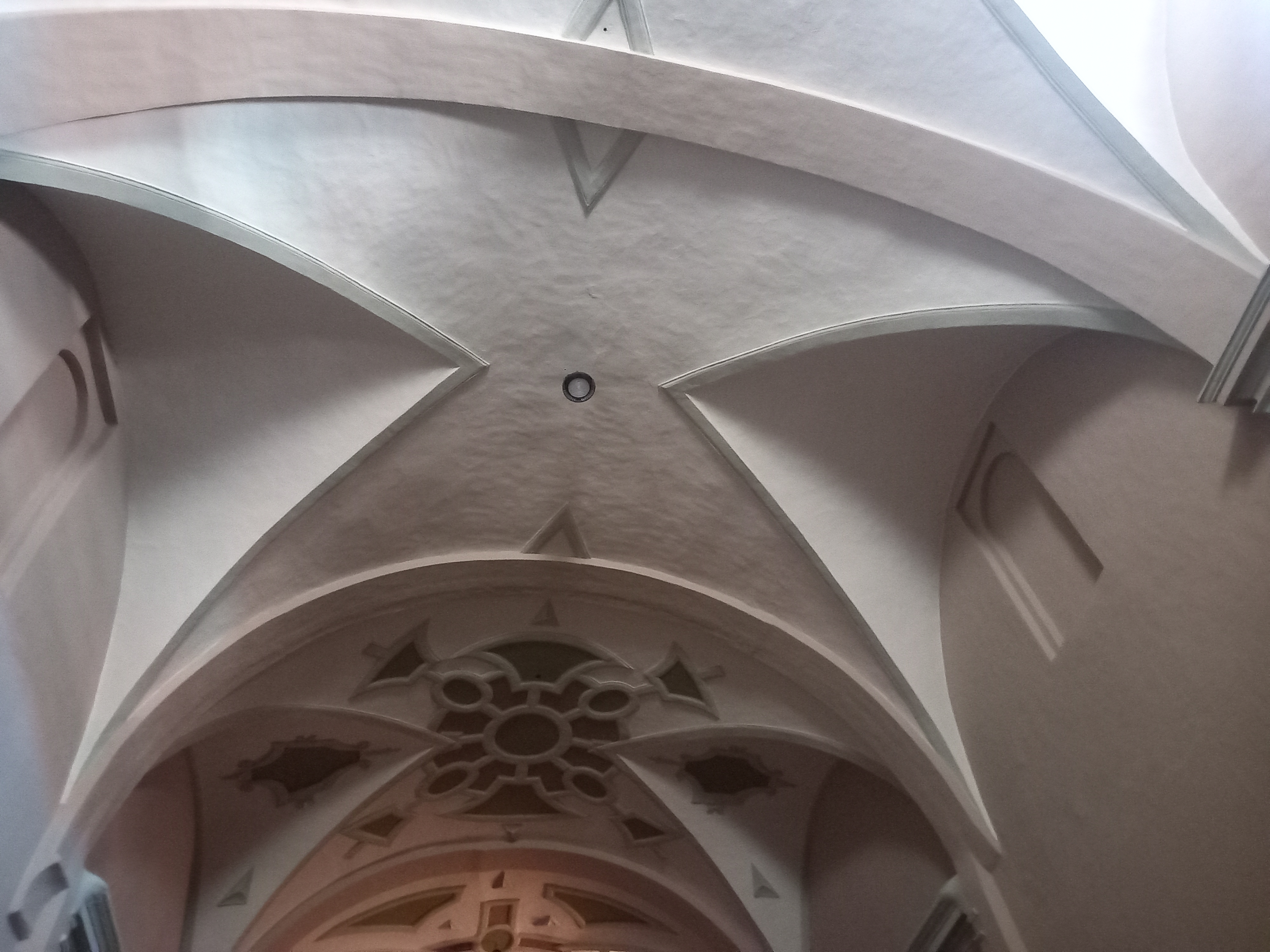
Bóvedas correspondientes al coro